# Élections législatives malgaches de 2007
Les élections législatives du 23 septembre 2007 à Madagascar, les quatrièmes de la troisième république, ont eu lieu à la suite de la dissolution prononcée par le président de la république Marc Ravalomanana le 25 juillet 2007. 
Le nombre de députés avait été réduit à 127 au lieu de 160 auparavant. 
Le parti au pouvoir du président Marc Ravalomanana, le parti Tiako i Madagasikara (TIM, j'aime Madagascar) a obtenu 106 sièges sur 127.